# IC 3153
IC 3153 ist eine Spiralgalaxie vom Hubble-Typ Sc im Sternbild Jungfrau nördlich der Ekliptik. Sie ist schätzungsweise 517 Millionen Lichtjahre von der Milchstraße entfernt und hat einen Durchmesser von etwa 75.000 Lichtjahren. Die Galaxie wird unter der Katalognummer VVC 359 als Mitglied des Virgo-Galaxienhaufens gelistet, ist dafür jedoch zu weit entfernt.

Gemeinsam mit NGC 4259, NGC 4268, NGC 4270, NGC 4273, NGC 4277 und NGC 4281 bildet sie die Galaxiengruppe Holm 368.
Das Objekt wurde am 8. April 1894 von Hermann Kobold entdeckt.